# ايفانا باكيرو
ايفانا باكيرو ماسياس (بالإسبانية: Ivana Baquero)‏ (ولدت في 11 يونيو 1994 في برشلونة إسبانيا)، هي ممثلة إسبانية، وقد اختيرت من قبل باكيرو مدير (غييرمو ديل تورو) للعب الدور القيادي للأوفيليا في فيلم (عموم المتاهة بان)، والتي فازت اشادة من النقاد.

## فيلم الوظيفي
تصرفت باكيرو لأدوار صغيرة قليلة في عدد من الأفلام قبل أن يحصل على اشادة كبيرة في فيلم متاهة بان. ولعل أبرز هذه الأفلام هو الهشة، والتي كانت تلعب دورا صغيرا إلى جانب كاليستا فلوكهارت وريتشارد روكسبيرج.
حوالي 1000 من الممثلات الشابات، والتقطت باكيرو للعب دور أوفيليا في (عموم المتاهة بان) في عام 2006. وقال (غييرمو ديل تورو) ومخرج الفيلم، انه عندما شاهد للمرة الأولى لها شعرها مجعد وعيون الظلام العميق، وقال انه يعرف على الفور ان كانت مثالية لهذا الدور. كان من المفترض أن دور أوفيليا لفتاة من سن 8، ولكن تم تغيير البرنامج النصي لاستيعاب باكيرو.
و (الزوجة والفوضوي) هو واحد من أحدث أفلام باكيرو، ووضع غير مستقر في وقت الحرب الأهلية الإسبانية. وهي تلعب الدور الداعم للبالوما، وهي فتاة عمرها 15 عاما. وقد عرض الفيلم في العام 2008.
انها في الآونة الأخيرة لعبت دور البطولة في فيلم الرعب من إخراج (جون كونولي)، الفيلم (الأبنة الجديدة)، مع الممثل كيفن كوستنر، بمناسبة دورها أول فيلم أمريكي.

## النشأة
باكيرو في المدرسة في بلدتها من برشلونة. تذهب إلى المدرسة الأميركية في برشلونة حيث تعلمت على التحدث باللغة الإنجليزية بطلاقة، بالإضافة إلى اللغة الإسبانية واللغة الكتالانية.

## فيلموغرافيه
1. «روماسانتا» آنا (2004)
2. «الروت وايلر» اسبيرانزا (2004)
3. «فراغيل» ماندي (2006)
4. «عموم المتاهة بان» أوفيليا (2007)
5. «الزوجة والفوضوي» بالوما (2008)
6. «الأبنة الجديدة» لويزا جيمس (2009)

## الجوائز
- 2007 : جائزة القرن الحادي والعشرين: جويا لأفضل ممثلة شابة.
- 2007 : جائزة زحل: لأفضل أداء من قبل ممثل الأصغر سنا.
- 2007 : بريميو دي لا يونيون دي الممثلة: لأفضل ممثلة شابة.
- 2007 : جائزة أفضل دور: توريا لدعم (للإناث).
- 2007 : ايس بريمو أفضل أداء: من قبل ممثل الأصغر سنا.
- 2007 : جائزة الصورة: أفضل أداء أصغر ممثل.